# Foix
 For alternative betydninger, se Foix (flertydig). (Se også artikler, som begynder med Foix)
Foix er en fransk by på 9.900 indbyggere, og er hovedstad i det franske departementet Ariège.
Foix ligger ved foden af Pyrenæerne, og er den næststørste by i departementet Ariège, efter Pamiers. Selvom byen ligger i dalen, hvor bifloden l'Arget løber ud i l'Ariège, så er der en højdeforskel på knap 600 m mellem det højeste og det laveste punkt i byen (358-933 moh.).
Foix har et bjergklima, med varme somre med pludselige byger. Om vinteren er det koldt og ofte med sne. Foråret er mildt og stormfuldt.